# Luciano Liboni
Luciano Liboni, detto il Lupo (Montefalco, 6 maggio 1957 – Roma, 31 luglio 2004), è stato un criminale italiano, noto per il modo spettacolare con cui ebbe fine la sua lunga latitanza, nel 2004, dopo una fuga disperata per l'Italia centrale; la vicenda attirò l'attenzione dei mezzi di comunicazione di massa che la seguirono istante per istante fino alla drammatica conclusione.

## Biografia
Luciano Liboni ha una carriera da criminale comune e una vita da bandito quasi sempre alla macchia. Primo di sette figli, cresciuto in condizioni malsane, nasce a Montefalco, in provincia di Perugia, e trascorre qui i primi anni mostrando subito un carattere problematico. La cattiva condotta scolastica evolve presto in comportamenti delittuosi. Il giovane Luciano si rende, così, responsabile di rissa e furto aggravato, conoscendo perciò il carcere minorile a Firenze, all'età di 14 anni. Già in questa prima occasione, Liboni è tutt'altro che facile alla resa e costringe le forze dell'ordine a uno snervante inseguimento.
Esercita un mestiere, quello di falegname, ma è isolato e preferisce la strada del crimine. Con una donna di Foligno intraprende una relazione che però fallisce a causa della sua violenza e dell'incapacità di cambiare vita. Lasciata la madre a Montefalco, il Lupo - così chiamato per il carattere scostante e asociale - si specializza in furti di opere d'arte: nel 1990 è sospettato di averne trafugate in Umbria, Toscana e Lazio. Non disprezza però le rapine alle poste e non rinuncia a maneggiare armi da fuoco. Per sfuggire all'arresto ripara spesso e a lungo in luoghi selvaggi, vivendo di quel che trova: ciò gli merita, oltre a quello di Lupo, l'appellativo di Cinghiale.

### Latitanza
Nel febbraio 2002, riconosciuto alla guida di una Volkswagen Polo bianca rubata, spara e ferisce un uomo in una stazione di rifornimento.
Ricercato per tentato omicidio e latitante, rapina banche e uffici postali. In marzo, dopo aver forzato l'alt della Guardia di Finanza a Civitavecchia, fa fuoco contro i militari, senza causare feriti; l'indomani sequestra un automobilista per farsi condurre a Roma, dove fa perdere le proprie  tracce. Sempre nella capitale, il luglio seguente, spara a un carabiniere che gli chiede i documenti, colpendolo in modo non grave. Liboni espatria: nel dicembre 2003 le autorità ceche lo individuano a Praga  in possesso di documenti falsi. Va in carcere per quattro mesi, ma esce prima che l'Interpol avverta la polizia italiana, fuggendo nuovamente.

### Il caso mediatico del 2004
Il 21 luglio 2004 Liboni viene ricoverato all'ospedale di San Piero in Bagno sotto falso nome per lievi ferite, dichiarando di aver subìto un incidente motociclistico presso Sarsina. Dopo una notte di degenza, si fa dimettere e si reca a Pereto di Sant'Agata Feltria, fermandosi in un bar dal quale telefona verso lo Sri Lanka. L'appuntato scelto dei Carabinieri Alessandro Giorgioni, arrivato al bar dopo una chiamata ai Carabinieri di una gestrice che si era insospettita, venne ucciso mentre chiede i documenti a Liboni. Liboni fugge sulla Tiberina in direzione sud, verso l'Umbria. Viene avvistato in un'area di servizio presso Canili di Verghereto.
La morte di Giorgioni, resa nota dai media, desta emozione e scatena una caccia serrata: Liboni è stato infatti riconosciuto dalla titolare del bar e da un avventore grazie a una foto segnaletica. Le ricerche investono molte regioni dell'Italia centrale, soprattutto Umbria, Lazio e Abruzzo. È segnalato a Roma, dove anche alla stazione Termini spara contro alcuni agenti di polizia e dove viene ritrovata la Yamaha rubata con la quale è fuggito. Dopo lo scontro a fuoco, commette un nuovo sequestro e scompare di nuovo. Il prefetto Achille Serra avverte che si tratta di un uomo particolarmente pericoloso perché disperato, consapevole di essere malato di AIDS, prossimo a morte, e sembra aver iniziato a uccidere proprio dopo averlo appreso.  In verità Liboni era affetto da malaria tanto che diverse farmacie furono allertate qualora il latitante si fosse recato presso una di esse per procurarsi i farmaci per la malattia tropicale.
Trascorsi vari giorni apparentemente tra vagabondi e senzatetto di Roma, il 31 luglio viene di nuovo riconosciuto e individuato dalla polizia locale di Roma Capitale, che dà l'allerta alle altre forze dell'ordine. Al Circo Massimo, sentendosi ormai in trappola, il Lupo prende in ostaggio una turista francese e apre nuovamente il fuoco sui carabinieri. I militari rispondono e lo feriscono gravemente al capo, poi lo ammanettano. Liboni però non sembra voler arrendersi, al punto che tenta di recuperare la pistola e mena calci contro i soccorritori durante il trasporto all'Ospedale San Giovanni. Quando l'ambulanza giunge in ospedale, Liboni è già morto.
Viene sepolto nel cimitero di Montefalco, vicino al padre e a un fratello, a conclusione di un funerale celebrato in forma privata. Durante le esequie, la sorella Giovanna accusa i giornalisti, accorsi al rito funebre nonostante la forma privata, di speculare sulla disgrazia di una famiglia.

## Impatto del caso Liboni

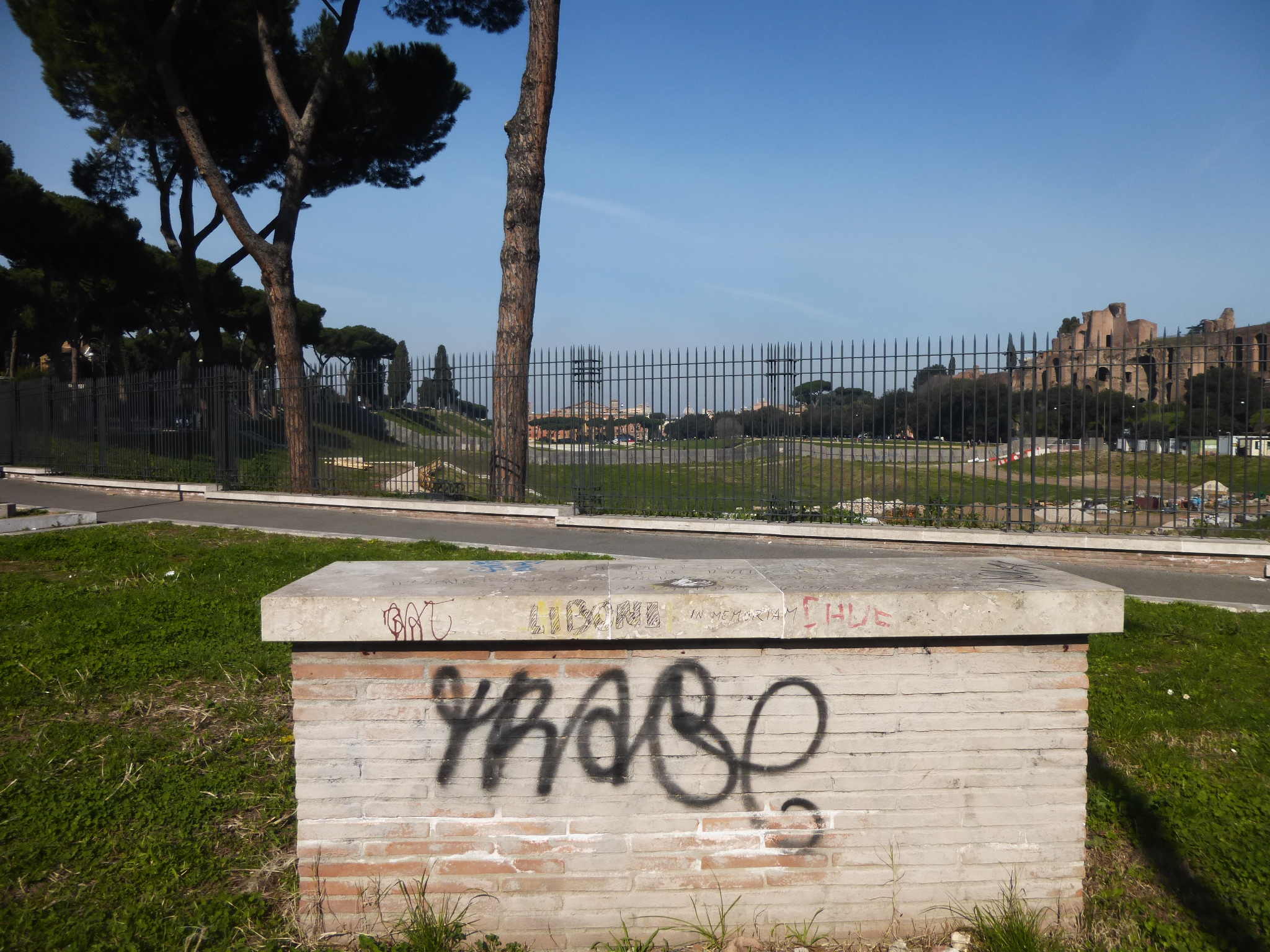
Memoria di Liboni graffita su un muretto al Circo Massimo, nel luogo dove fu ferito a morte, molti anni dopo (il muretto è successivo al 2012).

L'omicidio di Alessandro Giorgioni, coniugato e padre di un bambino, acquista il sapore di un'esecuzione spietata e suscita commozione e sdegno nell'opinione pubblica di fronte alla figura di Liboni, uomo asociale e violento. 
Il caso Liboni dà a Stefano Calvagna l'ispirazione per un film, Il lupo (2007), con Massimo Bonetti nel ruolo del noto criminale. Calvagna dichiara di non voler mitizzare né demonizzare Liboni, ma afferma apertamente - e con toni critici verso la concessione dell'indulto nel 2006 - di vedere in lui la vittima da riabilitare di una spietata caccia all'uomo.
La costruzione sociale del Lupo come un essere al tempo stesso ferino, mostro, e antieroe, è uno degli aspetti più importanti della vicenda di Liboni. Sul piano dell'immaginario collettivo, la sua figura sembra svolgere funzioni complesse: contenitore di proiezioni, capro espiatorio di tensioni sociali e psicologico-sociali, realizzatore di desideri negati, incarnazione di una sfida al potere impossibile per il cittadino comune, e dunque delegata al marginale e al mostro.
Il rapper Ted Bee, componente della Dogo Gang, dedica a Liboni la canzone Lupo Solitario.
La figura di Luciano Liboni viene anche citata nel romanzo di Tommaso Giagni, L'estraneo, pubblicato da Einaudi nel 2012. Liboni viene citato anche nella canzone Fake Emcees del rapper romano Noyz Narcos, in Stolen Car del gruppo rap romano In The Panchine, in Bottiglia di vino dei rapper Ketama126 e Pretty Solero in collaborazione con  Mr. P, in Poche Pallottole del gruppo punk rock Tommi e gli Onesti Cittadini e in Morte Alle Spie dei rapper romani G-Sniper e Wasted. Viene anche citato nell’omonima canzone Luciano Liboni nell’album SPA dei rapper romani Pa Pa, Simo Gigi, Manali e del producer Gumma Vybz.